# Episodi di Mistresses - Amanti (quarta stagione)
La quarta e ultima stagione della serie televisiva Mistresses - Amanti è stata trasmessa negli Stati Uniti per la prima volta dall'emittente ABC dal 30 maggio al 6 settembre 2016.
In Italia, la stagione è andata in onda in prima visione sul canale satellitare a pagamento Fox Life dal 25 gennaio al 9 febbraio 2018.
| nº | Titolo originale           | Titolo italiano                | Prima TV USA     | Prima TV Italia  |
| -- | -------------------------- | ------------------------------ | ---------------- | ---------------- |
| 1  | The New Girls              | Nuove ragazze                  | 18 giugno 2016   | 25 gennaio 2018  |
| 2  | Mistaken Identity          | Crisi d'identità               | 18 giugno 2016   | 26 gennaio 2018  |
| 3  | Under Pressure             | Sotto pressione                | 25 giugno 2016   | 29 gennaio 2018  |
| 4  | Blurred Lines              | Linee offuscate                | 2 luglio 2016    | 30 gennaio 2018  |
| 5  | Lean In                    | Inaspettato                    | 9 luglio 2016    | 31 gennaio 2018  |
| 6  | What Happens in Vegas      | Las Vegas                      | 16 luglio 2016   | 1º febbraio 2018 |
| 7  | Survival of the Fittest    | La sopravvivenza del più forte | 23 luglio 2016   | 2 febbraio 2018  |
| 8  | Bridge Over Troubled Water | Ponte su acque agitate         | 30 luglio 2016   | 3 febbraio 2018  |
| 9  | The Root of All Evil       | La radice di tutti i mali      | 6 agosto 2016    | 5 febbraio 2018  |
| 10 | Confrontations             | Conflitti                      | 13 agosto 2016   | 6 febbraio 2018  |
| 11 | Fight or Flight            | Combatti o fuggi               | 20 agosto 2016   | 7 febbraio 2018  |
| 12 | Back to the Start          | Un nuovo inizio                | 27 agosto 2016   | 8 febbraio 2018  |
| 13 | The Show Must Go On        | The Show Must Go On            | 3 settembre 2016 | 9 febbraio 2018  |